# Halloween (filme de 2018)
Halloween (também conhecido como Halloween 2018) é um filme de terror estadunidense de 2018, dirigido por David Gordon Green e escrito por Jeff Fradley, Green e Danny McBride. É a décima primeira sequência da série de filmes Halloween, retomando quarenta anos após os eventos do filme original, sem levar em conta as sequências anteriores. O cocriador da série, John Carpenter, serve como compositor, produtor executivo e consultor criativo para o filme, que foi distribuído pela Universal Pictures, sua primeira participação na franquia Halloween desde o filme Halloween III: Season of the Witch, de 1982.

## Sinopse
Em 29 de outubro de 2018, Michael Myers, que foi institucionalizado por 40 anos após sua série de assassinatos em Haddonfield, Illinois, está sendo preparado para a transferência para uma nova instalação. Os podcasters de crimes reais Aaron Korey e Dana Haines entrevistam o Dr. Ranbir Sartain, o psiquiatra de Michael e ex-aluno do Dr. Samuel Loomis, antes de se encontrar com Michael para ter uma ideia melhor de sua mente. Durante o encontro, Aaron brande a máscara que Michael usava em 1978 para ele, sem nenhum efeito. No dia seguinte, quando ele está sendo transferido, Michael bate o ônibus, mata um pai e filho que passavam pela estrada, rouba seu carro e parte rumo à Haddonfield.
Em Haddonfield, Laurie Strode vive com medo de Michael, tendo momentos alcoólicos, deixando sua casa fortemente protegida e alienando-se da filha Karen, que o estado a tirou aos 12 anos. A única pessoa na família com quem ela tem um bom convívio é sua neta Allyson, filha de Karen, que a incentiva a continuar com sua vida normalmente.
No dia seguinte, no Halloween, Michael vê Aaron e Dana visitando o túmulo de sua irmã Judith no cemitério local, e os segue até um posto de gasolina, onde os mata e recupera sua máscara. O delegado Frank Hawkins, que prendeu Michael em 1978, tenta convencer o xerife Barker sobre o perigo que Michael representa depois de saber que ele escapou da transferência. Laurie descobre a fuga de Michael depois de ouvir uma transmissão de notícias e tenta avisar Karen e seu marido Ray, mas eles descartam suas preocupações.
Mais tarde naquela noite, Michael rouba uma faca de cozinha e mata duas mulheres na vizinhança. Enquanto isso, Allyson descobre seu namorado Cameron traindo-a em uma festa de Halloween patrocinada pela escola e vai embora com seu melhor amigo, Oscar. A melhor amiga de Allyson, Vicky, está como babá do garoto Julian Morrisey, quando seu namorado, Dave chega. Michael, que havia se escondido no armário, os ataca. Vicky se sacrifica para salvar Julian, e Michael a apunhala fatalmente. Julian foge quando Michael mata Dave. Hawkins e Laurie ouvem o incidente pelo rádio e vão até a casa, onde Hawkins encontra os corpos do casal. Hawkins e Laurie encontram Michael, e ele e Laurie ficam cara a cara pela primeira vez em 40 anos. Laurie atira contra Michael antes de ele fugir, e Sartain convence o xerife Barker a permitir que ele ajude na caça a Michael. Laurie convence Karen e Ray a procurar proteção em sua casa. Michael encontra Allyson e Oscar, matando o rapaz. Hawkins e Sartain chegam a tempo de resgatar Allyson. Hawkins tenta matar Michael, mas Sartain - obcecado pelas motivações enigmáticas de Michael - mata Hawkins e revela que ele organizou a fuga de Michael para estudá-lo "em estado selvagem". No entanto, Michael o mata também. Allyson consegue fugir, enquanto Michael mata mais dois policiais e chega na casa de Laurie, matando Ray.
Laurie consegue manter Karen em segurança antes de se envolver em um confronto com Michael. Laurie o fere gravemente, mas ele a esfaqueia no abdômen e a empurra sobre uma varanda. Quando Michael vai verificar o corpo de Laurie, ele o encontra desaparecido. Allyson chega à casa chamando por sua avó, atraindo Michael, e dando a Karen uma oportunidade de atirar contra ele. Laurie reaparece e ataca Michael, prendendo-o no porão com a ajuda de Karen e Allyson. O trio incendeia a casa e escapa na traseira de uma caminhonete que passava. Uma cena final do porão em chamas é mostrada, com o corpo de Michael em nenhum lugar à vista.

## Elenco
- Jamie Lee Curtis como Laurie Strode
- Judy Greer como Karen Nelson
- Andi Matichak como Allyson Nelson
- James Jude Courtney/Nick Castle como Michael Myers / The Shape
- Will Patton como Frank Hawkins
- Virginia Gardner como Vicky
- Haluk Bilginer como Dr. Ranbir Sartain
- Jefferson Hall como Aaron Korey
- Rhian Rees como Dana Haines
- Toby Huss como Ray Nelson
- Omar J. Dorsey como Xerife Barker
- Dylan Arnold como Cameron Elam
- Miles Robbins como Dave
- Drew Scheid como Oscar
- Jibrail Nantambu como Julian
- Rob Niter como Vice Xerife Walker

### Dublagem brasileira
- Estúdio de dublagem: Delart[12]
- Direção de dublagem: Pádua Moreira[12]

Elenco
- Luisa Palomanes como Allyson[12]
- Sheila Dorfman como Laurie[12]
- Guilene Conte como Karen[12]
- Reinaldo Pimenta como Dr. Sartain[12]
- Francisco Junior como Aaron[12]
- Andrea Suhett como Dana[12]
- Alfredo Martins como Hawkins[12]
- Bruna Laynes como Vicky[12]
- Samir Murad como Ray[12]
- Charles Emmanuel como Oscar[12]
- Yan Gesteira como Cameron[12]
- Duda Ribeiro como Barker[12]
- Walmir Barbosa como Francis[12]
- Fabricio Vila Verde como Dave[12]
- Gizza Machado como Shameel[12]

## Produção

### Desenvolvimento
Em 2011, foi anunciado que uma sequência do Halloween II de 2009, intitulada Halloween 3D, seria lançada em 26 de outubro de 2012. Na época do anúncio, não havia nenhum diretor ou escritor anexado ao projeto. Patrick Lussier e Todd Farmer foram escolhidos como escritores, mas abandonaram devido à sua ocupação no remake do Hellraiser. O filme continuaria onde permanecia o quadro final de seu antecessor e prestaria homenagem à versão original de Michael Myers do filme de 1978. Ele foi retirado de seu cronograma de lançamento de 26 de outubro de 2012, já que nenhum progresso foi feito.
Em fevereiro de 2015, foi relatado que Patrick Melton e Marcus Dunstan estariam escrevendo um novo filme de Halloween, descrito como uma "recalibração" em vez de um remake, junto com Malek Akkad e Matt Stein. Em 15 de junho de 2015, foi ainda relatado que a The Weinstein Company estava avançando com outra sequela de Halloween, intitulada provisoriamente Halloween Returns com direção de Dunstan. Teria sido um filme autônomo para reintroduzir o público em Michael Myers anos depois de sua fúria inicial do Halloween e do Halloween II de 1981, quando ele foi confrontado por uma nova geração de vítimas no corredor da morte. Em 22 de outubro de 2015, o produtor Malek Akkad revelou que a produção de Halloween Returns havia sido adiada, afirmando que o tempo extra resultaria em um filme melhor.

### Escolha do elenco
Em setembro de 2017, Jamie Lee Curtis confirmou que ela iria reprisar seu papel como Laurie Strode. Em contraste com o papel final da personagem no filme original, Laurie se armou e se preparou extensivamente no período de tempo entre os filmes no caso de Michael Myers voltar. Embora o Halloween II e suas últimas partes tenham retratado Myers como um assassino familicida e Laurie como sua irmã, os escritores sentiram que o motivo adicional o tornava menos assustador como um assassino. Como tal, eles intencionalmente ignoraram esse aspecto da tradição. Originalmente eles não sabiam se Curtis estaria disposta a voltar, de acordo com McBride, então "nós quebramos nossas bundas neste roteiro para transformar realmente aquele personagem de Laurie Strode em algo que eu não poderia dizer não para". Curtis já havia retornado como Laurie no Halloween II (1981), Halloween H20: 20 Years Later e Halloween: Resurrection. Judy Greer entrou em negociações para interpretar a filha de Laurie, Karen Strode. Danielle Harris, que interpretou a filha de Laurie Jamie Lloyd no Halloween 4 e Halloween 5 da continuidade original, contatou Blumhouse com a oferta de reprisar seu papel de alguma forma, mas o estúdio planejava ir com uma personagem filha diferente, para a decepção de Harris: "Eu estava bem com isso quando ela tinha um filho... mas eles estão dizendo que é o último e... ela tem uma filha. E não é Jamie. É meio que uma chatice, eu acho." Em 7 de dezembro de 2017, Andi Matichak foi escolhido para interpretar a neta de Laurie, Allyson Strode. Em 20 de dezembro de 2017, foi anunciado que Nick Castle, que interpretou Michael Myers no filme original, estaria reprisando seu papel, com o ator e dublê James Jude Courtney também para interpretar Myers. Em 13 de janeiro de 2018, foi confirmado que Ginny Gardner, Miles Robbins, Dylan Arnold e Drew Scheid serão os amigos de Allyson, respectivamente. Em 16 de janeiro de 2018, Will Patton foi escolhido para participar do filme. Mais tarde, ele foi acompanhado por Rob Niter, ambos os atores foram anunciados para retratar policiais. Ao mesmo tempo, Rhian Rees foi escolhido para interpretar Dana. Falando do elenco, Nick Castle disse que "o que eu gosto sobre isso (novo filme) é que eles têm alguns jovens atores realmente bons, eles deram forma à relação entre o personagem de Jamie e sua filha e neta. Eu acho que eles são realmente opções ousadas sobre quem são essas pessoas e porque elas são do jeito que são agora."

### Filmagem e efeitos visuais
A produção principal começou em 13 de janeiro de 2018 em Charleston, Carolina do Sul. Originalmente, estava programado para começar no final de outubro de 2017, mas foi adiada até janeiro de 2018. Danny McBride disse que o horror do filme visa criar uma sensação de tensão e medo diante do público, em vez de depender da violência gráfica. A maquiagem e os efeitos visuais serão fornecidos por Christopher Nelson. Jamie Lee Curtis terminou suas cenas em 16 de fevereiro de 2018, com as filmagens restante terminando em 19 de fevereiro de 2018.
Courtney fez uma semana de ensaio antes do início das filmagens. Nelson usou um molde do rosto de Courtney para construir a máscara de Michael Myers, além de outras próteses usadas pelo ator. Courtney participou de todas as cenas de Myers, incluindo as de Nick Castle, que só participaram de uma quantidade mínima de cenas, que Castle descreveu aos repórteres no set como uma participação especial: "Jim é nosso Michael Myers agora". Nelson acompanhou Courtney durante as filmagens, fornecendo dicas de interpretação de seu próprio conhecimento dos personagens da franquia de Halloween. Nelson foi entrevistado e examinado para o filme por Akkad e Green depois de uma conversa com o produtor de Blumhouse, Ryan Turek, com quem ele já estava familiarizado. Em colaboração com o maquiador Vincent Van Dyke, alguns de seus desenhos e conceitos foram inicialmente rejeitados devido a complicações legais, que foram então corrigidas quando ele começou seu trabalho no filme. Em vez de tentar copiar o design da máscara original, ele simplesmente tentou recapturar o que descreveu como "sensação" visual. Porque o filme foi criado quarenta anos após os eventos do original, ele estudou decaimento e rugas várias máscaras anos de tempo de quarenta enquanto descrevendo sua visão de Myers, "Você não está criando apenas uma máscara. Você está criando uma sensação você tem uma expressão... Mas também a máscara parece completamente diferente em todos os ângulos em que foi fotografada, e eu também queria essa sensação". Courtney foi contratado depois que Nelson aconselhou Green a não escolher um papel duplo no papel, que ficou aliviado por Courtney ter se encaixado em sua visão da fisicalidade de Myers.

### Música
| Críticas profissionais | Críticas profissionais |
| Pontuações agregadas   | Pontuações agregadas   |
| Fonte                  | Avaliação              |
| ---------------------- | ---------------------- |
| Metacritic             | 74/100                 |
| Avaliações da crítica  |                        |
| Fonte                  | Avaliação              |
| AllMusic               | [ 37 ]                 |
| Consequence of Sound   | A−                     |
| MusicOMH               | [ 39 ]                 |
| Pitchfork              | 7.4/10                 |
| Rolling Stone          | [ 41 ]                 |
| Sputnikmusic           | [ 42 ]                 |
| Under the Radar        | 8/10                   |

Todas as músicas compostas por John Carpenter, Cody Carpenter e Daniel Davies.
| Halloween (Original Motion Picture Soundtrack) |                              |         |  |
| N.º                                            | Título                       | Duração |  |
| 1.                                             | "Intro"                      | 1:14    |  |
| 2.                                             | "Halloween Theme"            | 3:02    |  |
| 3.                                             | "Laurie’s Theme"             | 0:44    |  |
| 4.                                             | "Prison Montage"             | 2:46    |  |
| 5.                                             | "Michael Kills"              | 0:33    |  |
| 6.                                             | "Michael Kills Again"        | 3:45    |  |
| 7.                                             | "The Shape Returns"          | 3:32    |  |
| 8.                                             | "The Bogeyman"               | 1:06    |  |
| 9.                                             | "The Shape Kills"            | 0:50    |  |
| 10.                                            | "Laurie Sees the Shape"      | 1:13    |  |
| 11.                                            | "Wrought Iron Fence"         | 0:47    |  |
| 12.                                            | "The Shape Hunts Allyson"    | 0:58    |  |
| 13.                                            | "Allyson Discovered"         | 1:26    |  |
| 14.                                            | "Say Something"              | 3:02    |  |
| 15.                                            | "Ray's Goodbye"              | 1:39    |  |
| 16.                                            | "The Shape Is Monumental"    | 1:57    |  |
| 17.                                            | "The Shape and Laurie Fight" | 1:54    |  |
| 18.                                            | "The Grind"                  | 1:52    |  |
| 19.                                            | "Trap the Shape"             | 2:10    |  |
| 20.                                            | "The Shape Burns"            | 1:31    |  |
| 21.                                            | "Halloween Triumphant"       | 7:28    |  |
| Duração total:                                 | Duração total:               | 43:29   |  |

## Lançamento
Halloween teve sua estreia mundial no Festival Internacional de Cinema de Toronto em 8 de setembro de 2018, como parte da seção Midnight Madness do festival. O filme foi lançado nos cinemas em 19 de outubro de 2018. Um documentário independente intitulado The Shape Lives: 40 Years of Halloween foi anunciado em 4 de abril de 2018, que cobre a realização de Halloween, seu impacto e as muitas sequências. Ele foi lançado no YouTube em 10 de outubro de 2018, nove dias antes do lançamento de Halloween (2018).

### Marketing
A convenção cinematográfica CinemaCon estreou filmagens exclusivas em 25 de abril de 2018, obtendo reações positivas dos participantes. O filme teve uma apresentação no San Diego Comic-Con no Hall H em 20 de julho de 2018, que contou com a participação de Jamie Lee Curtis, David Gordon Green, Malek Akkad e Jason Blum. Durante o painel, que contou com uma cena estendida e trailer, Curtis discutiu como o filme se relaciona com o movimento Me Too, descrevendo-o como um filme sobre "trauma", afirmando: "[Laurie] retomando sua narrativa. Ela carregou o trauma e o TEPT de alguém que foi atacado [...] E chega um ponto em que você diz: Eu não sou uma vítima. E esta é uma pessoa que espera há 40 anos [pela chance]."

### Merchandising
Trick or Treat Studios obteve os direitos oficiais de licenciamento do filme. Tanto Nelson como Vincent Van Dyke juntaram-se à sua equipe de design, que usou ferramentas do molde usado na máscara de Michael Myers para adaptá-lo à venda no mercado de massa.

## Recepção
No agregador de revisão Rotten Tomatoes, o filme detém uma taxa de aprovação de 79% com base em 304 avaliações, com uma classificação média de 6,8/10. O consenso crítico do site diz: "Halloween praticamente limpa a chapa após décadas de sequelas decepcionantes, ignorando a crescente mitologia elaborada em favor de ingredientes básicos - mas ainda eficazes". No Metacritic, o filme tem uma pontuação média ponderada de 67 em 100, com base em 51 críticos, indicando "revisões geralmente favoráveis".
Peter Debruge, da Variety, achava que o filme traz a franquia de volta às suas raízes, chamando-a de "um ato de fan service disfarçado de filme de terror. O fato de funcionar como ambos significa que [o diretor] Green conseguiu o que ele se propôs a fazer, empatando a mitologia que Carpenter e companhia estabeleceram, enquanto entregava muito suspense - e mortes macabras e criativas - para o público mais jovem". Escrevendo para The Verge, Bryan Bishop disse que o filme era "melhor do que quase todas as outras sequelas da franquia" e "uma coda apropriada para uma história que começou há 40 anos", enquanto Leah Greenblatt, da Entertainment Weekly, descreveu-a como "uma sequela fiel e fundamental (e divertida também)". Em sua resenha de Bloody Disgusting, Joe Lipsett escreveu: "Tudo somado, Halloween é uma entrada digna na franquia [...] Tudo realmente indica no final, o que faz sentido, considerando que o filme existe para colocar Laurie contra Michael. E nessa capacidade, Halloween não decepciona".

## Sequência
Em junho de 2018, Danny McBride confirmou que ele e David Gordon Green originalmente tinham a intenção de lançar dois filmes que seriam filmados consecutivamente, depois de decidir contra ele e esperar para ver a reação ao primeiro filme: "Nós estávamos indo filmar dois deles consecutivos. Então nós ficamos tipo, Bem, não vamos nos precipitar. Isso poderia sair, e todos poderiam nos odiar, e nós nunca mais trabalharíamos de novo. Então, não vamos ter que nos sentar por um ano enquanto esperamos que um outro filme seja lançado e que sabemos que as pessoas não vão gostar. Então, nós pensamos: vamos aprender com isso e ver o que funciona e o que não funciona. Mas nós definitivamente temos uma ideia de onde iríamos [com] este ramo da história e esperamos ter a chance de fazê-lo."